# Maternale belediging
Een maternale belediging is een vorm van belediging waarin de spreker verwijst naar iemands moeder. Meestal zijn deze beledigingen nergens op gebaseerd maar worden ze alleen gebruikt om de aangesprokene te beledigen of boos te maken. De uitdrukkingen "yo mama", "your mom" (de Engelse vorm) en "je moeder" (de Nederlandse vorm) staan op zichzelf en behoeven geen toevoegingen. In vrijwel alle landen en culturen is de moeder het meest gerespecteerde familielid, en een maternale belediging geldt dan ook als een zeer zware belediging.

## Geschiedenis
In Shakespeare's tragedie Timon van Athene reageert het karakter Apemantus op een belediging van een schilder door zijn moeder te vergelijken met een hond.
De beledigingen werden in Nederland 2006 gepopulariseerd door het Amerikaanse MTV-programma Yo Momma.

## Soorten
De meest gebruikte maternale beledigingen zijn je-moedergrappen. Deze grap bestaat vaak uit een vergelijking met iets abnormaals en heeft bijvoorbeeld betrekking op iemands hoge gewicht. Een voorbeeld is de uitspraak "Je moeder is zo dik, dat alleen haar schaduw al 120 kilo weegt".
In sommige talen is een indirecte maternale belediging populair bij mensen die willen schelden: scheldwoorden als het Spaanse hijo de puta en het Engelse son of a bitch (hoerenzoon, zoon van een teef) impliceren dat de moeder van de aangesprokene een prostituee zou zijn. De term 'motherfucker' (moederneuker) gaat nog een stap verder en suggereert een incestueuze relatie tussen de aangesprokene en diens moeder. Veel Engelse maternale beledigingen hebben hun ingang in andere talen gevonden, bovendien bevatten veel talen hun eigen maternale beledigingen.